# Asakura
Asakura è una città giapponese della prefettura di Fukuoka. La municipalità fu istituita il 20 marzo 2006 con la fusione della città di Amagi con le cittadine di Haki e Asakura, che facevano parte del distretto di Asakura.